# Kulturno društvo Miran Jarc Škocjan
Kulturno društvo Miran Jarc Škocjan je bilo ustanovljeno leta 1962. Predsednik društva je Alojz Stražar.

## Zgodovina
- 1926 Dramsko društvo

Pobudnik in so ustanovitve dramskega društva je bil Stane Stražar. Društvo je delovalo v okviru Prostovoljnega gasilskega društva Studenec. Sodelovali so vaščani iz okoliških vasi. Uprizorili so domače gledališke predstave, sprva kar pod kozolcem v vasi Studenec: Dva para se ženita, Babilon, Trije tički, Žrtvi ljubezni, Navaden človek, Svetloba velike samote, Sluga dveh gospodov, Obračun.
- 1962 Samostojno Kulturno društvo Miran Jarc Škocjan

Po 13-ih letih uspešnega delovanja dramske skupine pod okriljem Prostovoljnega gasilskega društva Studenec so se člani na predlog Franceta Stražarja odločili za ustanovitev samostojnega kulturnega društva. Menili so, da bi z osamosvojitvijo uspešneje delovali. Tedaj so sklenili, da se dramska skupina gasilskega društva Studenec preimenuje v 'Prosvetno društvo Miran Jarc Škocjan'. V obrazložitvi je bilo rečeno, da je pesnik in bančni uradnik Miran Jarc v predvojnih letih večino prostega časa preživel v Krtini, na domu svoje žene Zinke, rojene Zarnik, in opeval tudi vasi in te kraje.

## Poletno gledališče Studenec
Društvo je dejavno predvsem v poletnem času, ko v okviru Kulturno poletnega festivala Studenec (od leta 2000) pripravi domačo gledališko predstavo, ki si jo vsako leto ogleda več tisoč gledalcev iz vseh koncev Slovenije. Pri izvedbi sodeluje ogromna zasedba tako okoliških, amaterskih igralcev, kot tudi šolanih igralcev in pevcev.